# 奥宮正治
奥宮 正治（おくみや まさはる、嘉永4年11月12日（1851年12月4日） - 1927年（昭和2年）7月20日）は、明治時代の司法官僚。大審院検事。宮城控訴院検事長。幼名は猪左馬。

## 経歴
奥宮慥斎の長男として土佐高知藩領土佐郡布師田村（現高知市布師田）に生まれる。1873年（明治6年）司法省に出仕する。1881年（明治14年）検事に進み、1890年（明治23年）広島地方裁判所検事正となり、神戸地方裁判所検事正、横浜地方裁判所検事正を歴任し、1896年（明治29年）司法書記官に任じた。1899年（明治32年）大審院検事となり、のち宮城控訴院検事長に就任した。

## 親族
- 父：奥宮慥斎（教育者、高知藩・教部省官僚）
- 弟：奥宮健之（自由民権運動家、幸徳事件で死罪）
- 三男：奥宮正武（海軍軍人、航空自衛官）
- 子：奥宮正典（特許庁総務部長、水資源開発公団理事、商工・通産官僚）